# Tetralix nipensis
Tetralix nipensis är en malvaväxtart som beskrevs av Ignatz Urban. Tetralix nipensis ingår i släktet Tetralix och familjen malvaväxter. Inga underarter finns listade i Catalogue of Life.